# Мілфорд (Пенсільванія)
Мілфорд (англ. Milford) — місто (англ. borough) в США, в окрузі Пайк штату Пенсільванія. Населення — 1103 особи (2020).

## Географія
Мілфорд розташований за координатами 41°19′25″ пн. ш. 74°48′4″ зх. д. / 41.32361° пн. ш. 74.80111° зх. д. (41.323661, -74.801019). За даними Бюро перепису населення США в 2010 році місто мало площу 1,30 км², з яких 1,21 км² — суходіл та 0,08 км² — водойми.

## Демографія
Згідно з переписом 2010 року, у селищі мешкала 1021 особа в 491 домогосподарстві у складі 236 родин. Густота населення становила 788 осіб/км². Було 580 помешкань (448/км²).
Расовий склад населення:
| - 95,2 % — білих - 0,6 % — чорних або афроамериканців - 0,5 % — корінних американців - 0,5 % — азіатів - 1,4 % — осіб інших рас |

До двох чи більше рас належало 1,9 %. Частка іспаномовних становила 5,5 % від усіх жителів.
За віковим діапазоном населення розподілялося таким чином: 16,3 % — особи молодші 18 років, 59,9 % — особи у віці 18—64 років, 23,8 % — особи у віці 65 років та старші. Медіана віку мешканця становила 48,3 року. На 100 осіб жіночої статі у селищі припадало 87,3 чоловіків; на 100 жінок у віці від 18 років та старших — 81,1 чоловіків також старших 18 років.
Середній дохід на одне домашнє господарство становив 68 694 долари США (медіана — 55 375), а середній дохід на одну сім'ю — 99 991 долар (медіана — 79 750). Медіана доходів становила 50 875 доларів для чоловіків та 42 000 доларів для жінок. За межею бідності перебувало 8,8 % осіб, у тому числі 3,1 % дітей у віці до 18 років та 3,6 % осіб у віці 65 років та старших.
Цивільне працевлаштоване населення становило 515 осіб. Основні галузі зайнятості: освіта, охорона здоров'я та соціальна допомога — 29,7 %, будівництво — 13,6 %, мистецтво, розваги та відпочинок — 12,0 %, роздрібна торгівля — 10,5 %.